# سمير العبدلي

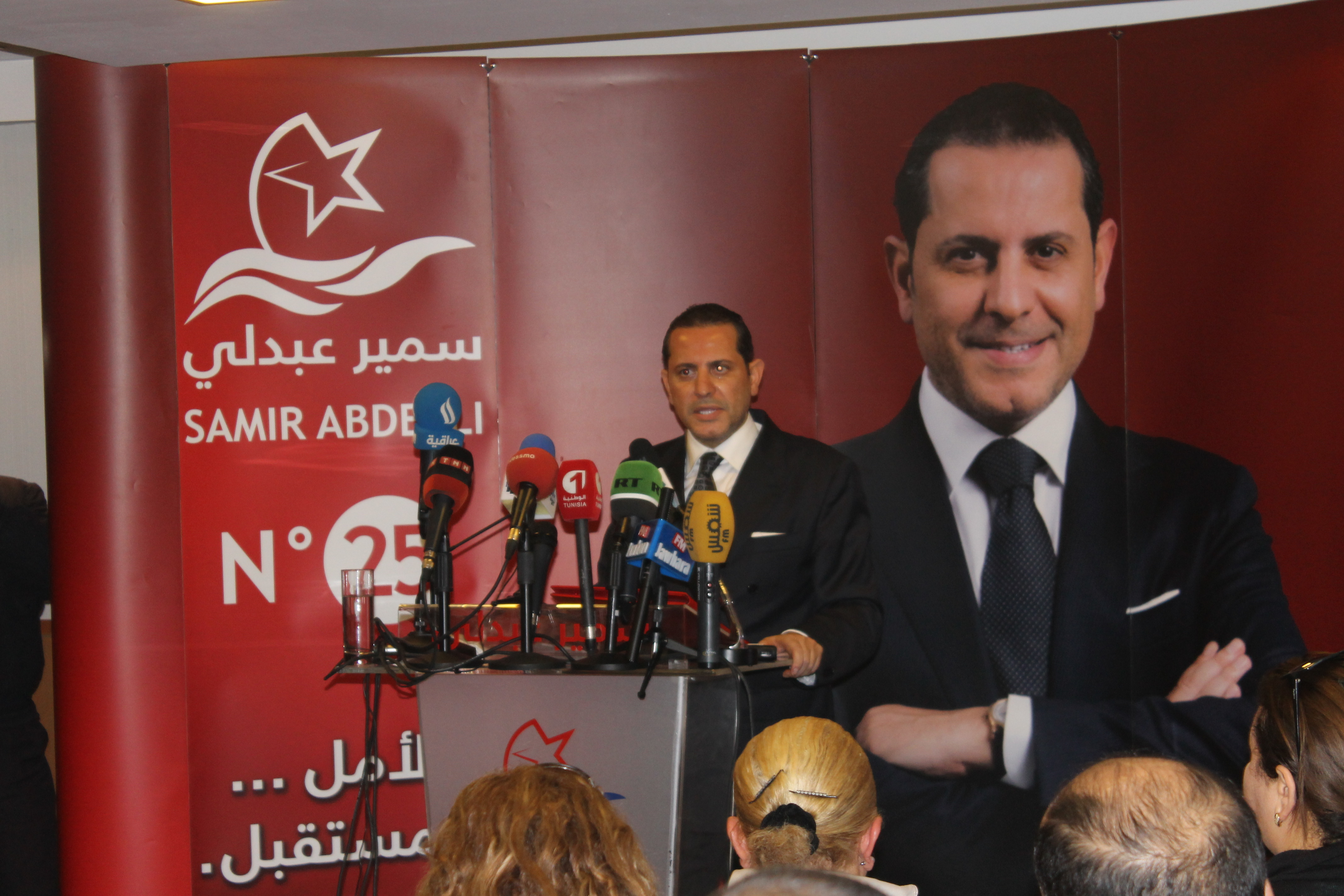

سمير العبدلي سياسي تونسي ومحامي ورجل أعمال، كان أحد المرشحين فيالانتخابات الرئاسية التونسية 2014 بعد تزكيته من عشرة نواب كمرشح مستقل، وكان اصغر مترشح شاب للانتخابات بعمر 47 سنة (عام 2014). وهو عضو في الجمعية الدولية لمفاوضي البترول.

## انتخابات الرئاسة 2014
خاض العبدلي انتخابات الرئاسة كمستقل بتزكية عشرة نواب وحصل على 5054 صوت بنسبة 0.15 %. مما أخرجه من المرحلة الأولى بالانتخابات. وفي المرحلة الثانية كان دعمه للمرشح الباجي قائد السبسي الذي فاز على المنصف المرزوقي في المرحلة الثانية.

## روابط خارجية
- الموقع الرسمي